# 赵宇梓
赵宇梓（1952年11月—），汉族，中华人民共和国政治人物、第十一届全国政协委员。
担任中国建设银行信用卡中心总经理。2008年，当选第十一届全国政协委员，代表无党派人士，分入第十五组。